# 哀愁列車
「哀愁列車」（あいしゅうれっしゃ）は、1956年にリリースされた三橋美智也のシングル。

## 解説
- 全盛期の三橋を代表する一曲で、最終的には250万枚を売り上げ、同年発表の「リンゴ村から」に続いてミリオンセラーとなった。冒頭が曲中の最高音である「惚れて～惚れて～」という印象的なフレーズで始まり、1957年5月13日には川崎敬三主演で映画化された[1]。NHK紅白歌合戦では初出場を果たした同年、人気歌手枠で返り咲いた1974年と二度にわたって歌われた。

- 1955年の初ヒット曲「おんな船頭唄」に続いてのB面のヒット曲であり、A面は女優の中川姿子が歌った松竹映画「次男坊故郷へ行く」主題歌「ふるさとはいいなァ」。

- 三橋は1995年9月11日、東京プリンスホテルで開かれた玉置宏の芸能生活40周年記念パーティー「玉置節で40年!!」に出演して同曲を歌唱しているが、その模様を10月8日にテレビ東京・日曜ビッグスペシャルで放映。これが生涯最後の映像となった。

## 収録曲
1. ふるさとはいいなァ（中川姿子）
  - 作詞：矢野亮／作曲・編曲：林伊佐緒
2. 哀愁列車
  - 作詞：横井弘／作曲・編曲：鎌多俊与